# Водонапорная башня на улице Карла Либкнехта
Водонапорная башня на улице Карла Либкнехта — гидротехническое сооружение в Октябрьском районе Новосибирска , построенное в 1929 году в составе первой централизованной водопроводной системы города.

## История
В мае 1927 года коммунальный трест «Водосвет» приступил к строительству первой в Новосибирске централизованной системы водоснабжения. В числе объектов водопроводной сети с июля этого года на углу современных улиц Добролюбова и Карла Либкнехта началось также возведение водонапорной башни.
7 июля о церемонии заложения башни писала газета «Советская Сибирь»:

Закладка должна свершиться в большом котловане, с серыми стенками. Глубокая яма похожа на чашку для бритья. В ней могут поместиться до сотни людей...
...Народ навис над обрывом. Досчатая лесенка вниз. По ней сходят в котлован тов. Зайцев, Ильин и все остальные.
В середине котлована бугорок с четырехугольной ямкой.
Подвозят тачку песку. Тов. Зайцев укладывает в ямку металлическую черную трубочку, где положен акт. Берет лопату, засыпает ее песком. Подходят все. Рабочие начинают утрамбовку.
— Советская Сибирь
Постройка башни завершилась в январе 1929 года, а уже в мае начал действовать первый в городе централизованный водопровод.

## Описание
При строительстве башни был использован железобетон. Высота сооружения — 27 (29) м. Ёмкость железобетонного резервуара — 560 м³. Расстояние от водозабора — 3,7 км.

## Галерея

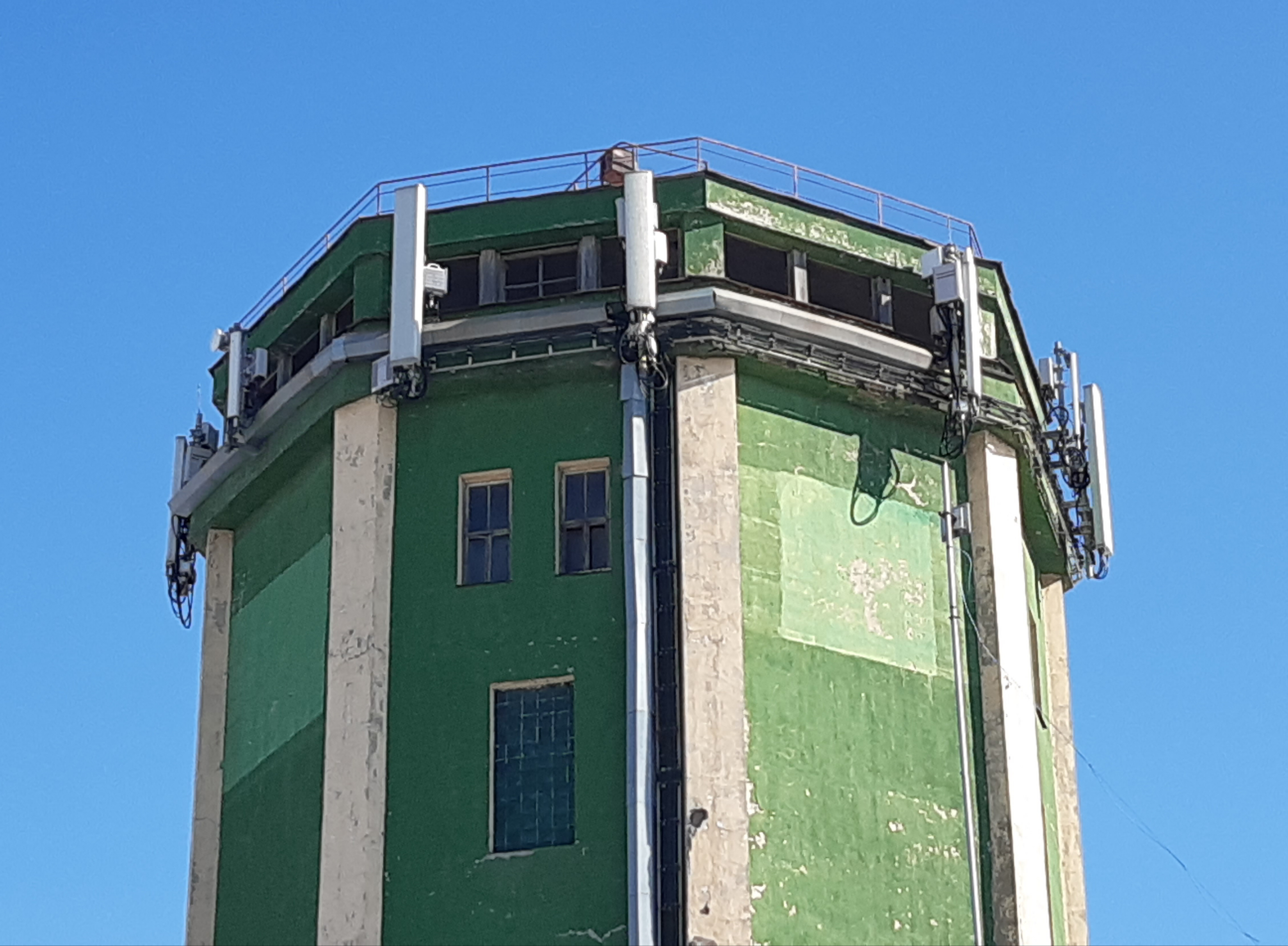
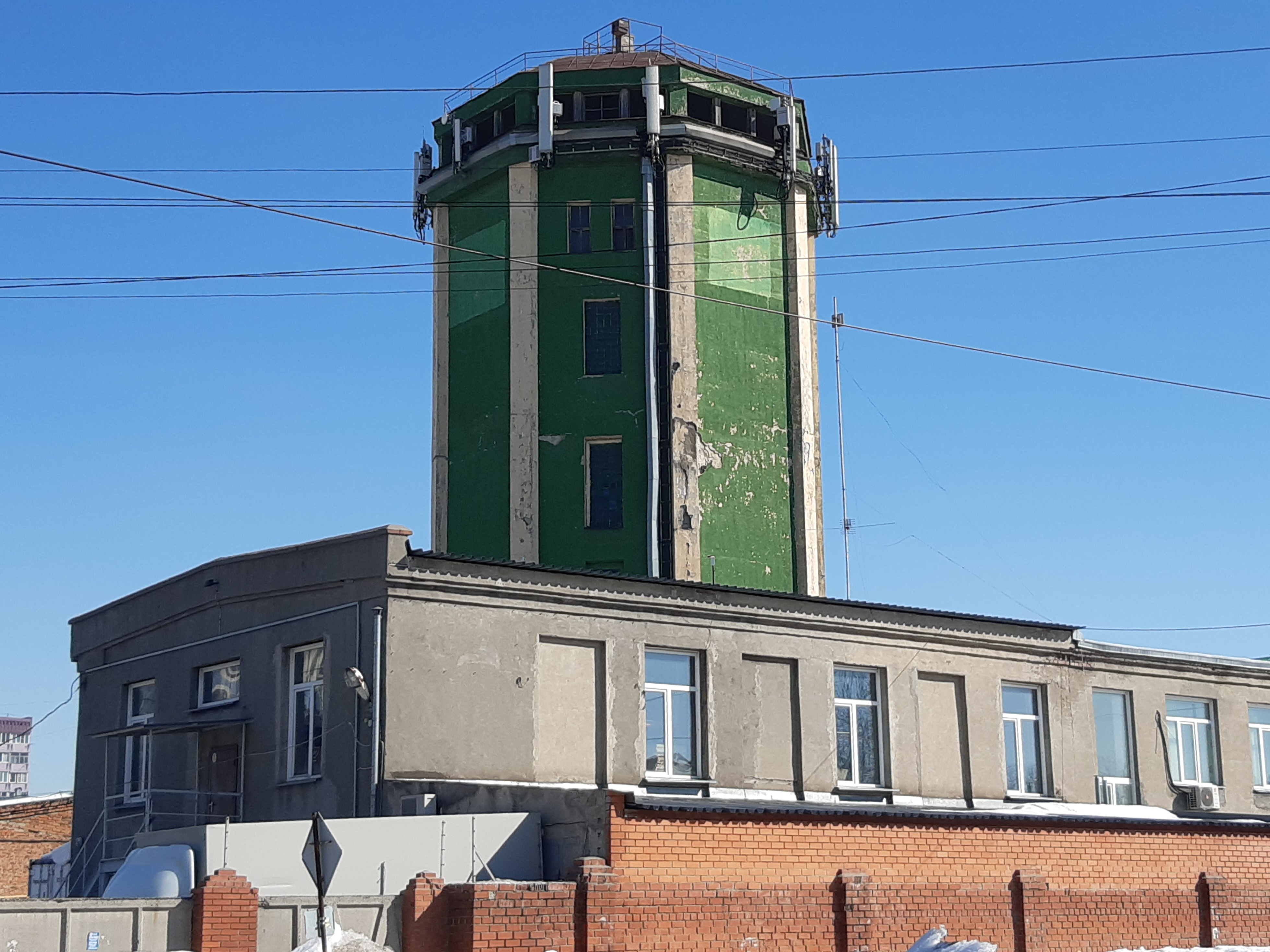
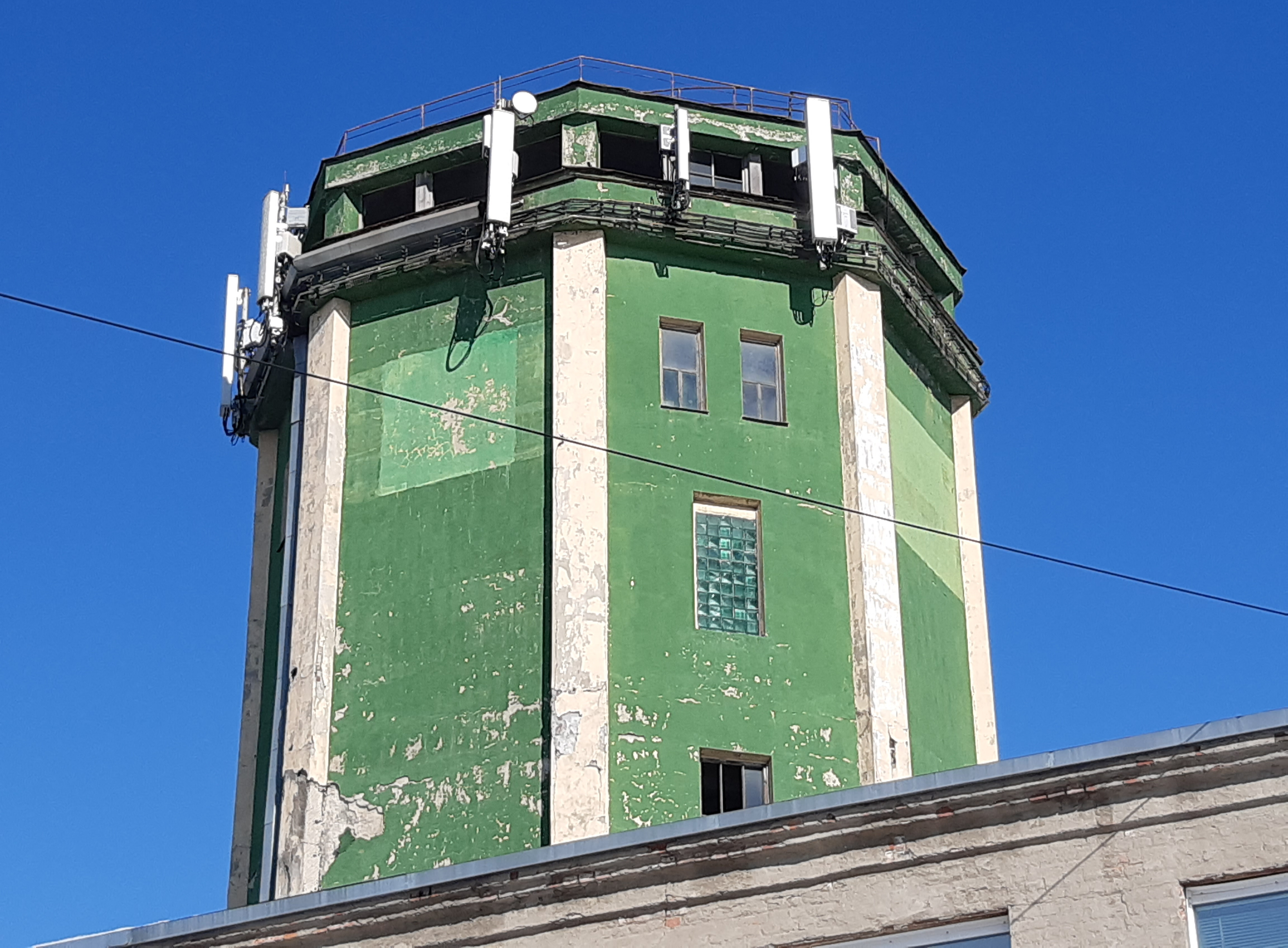
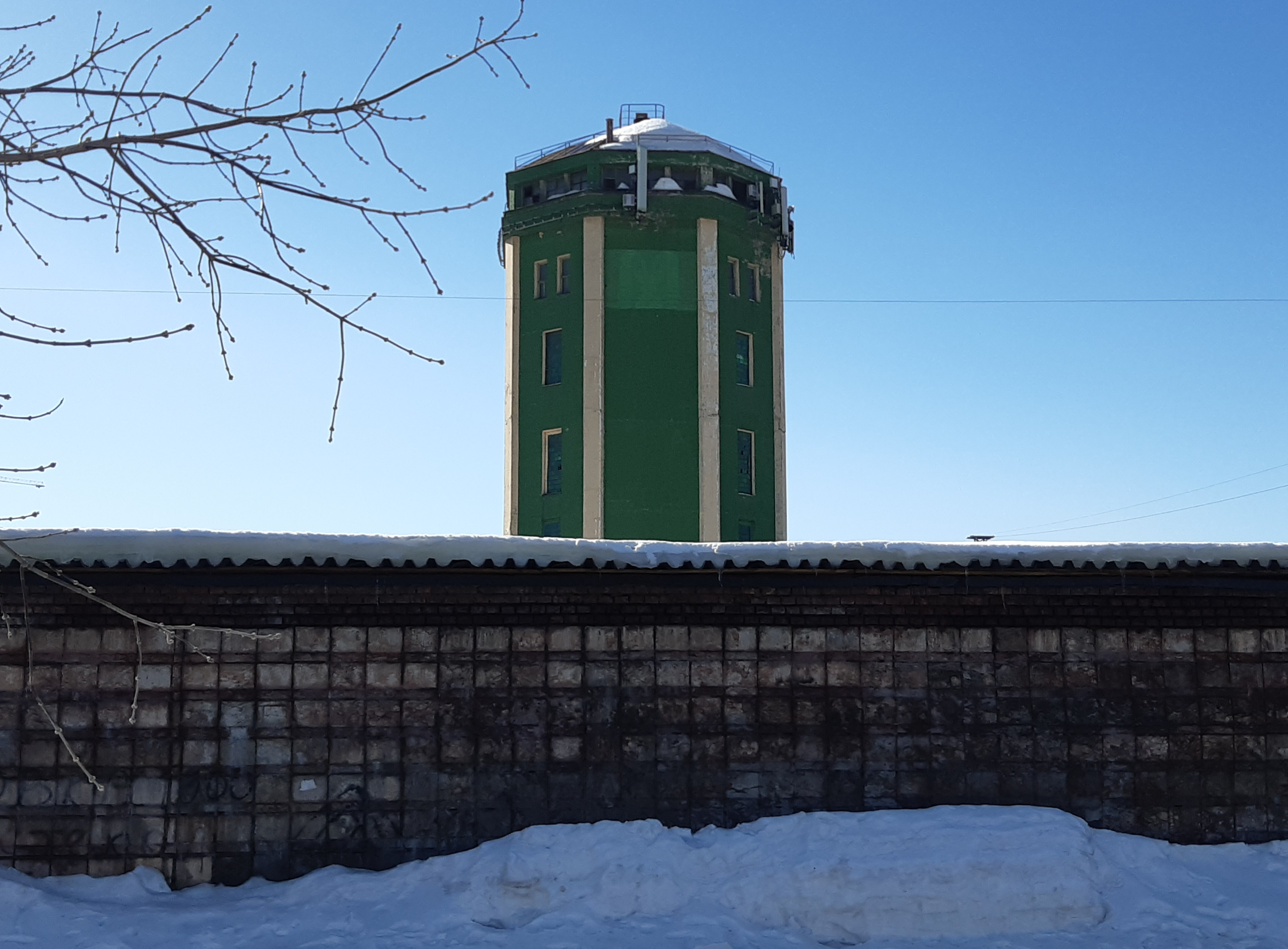
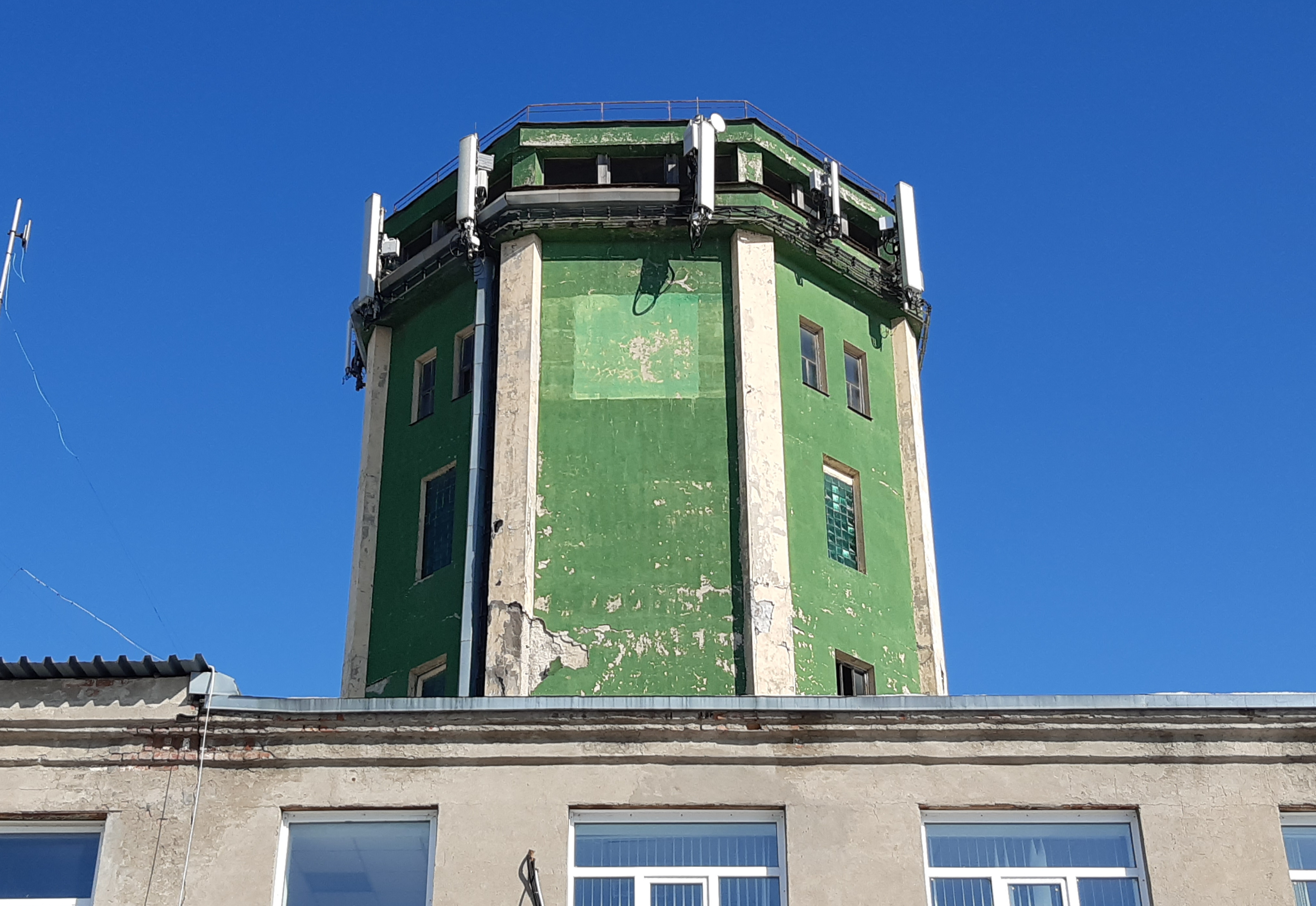
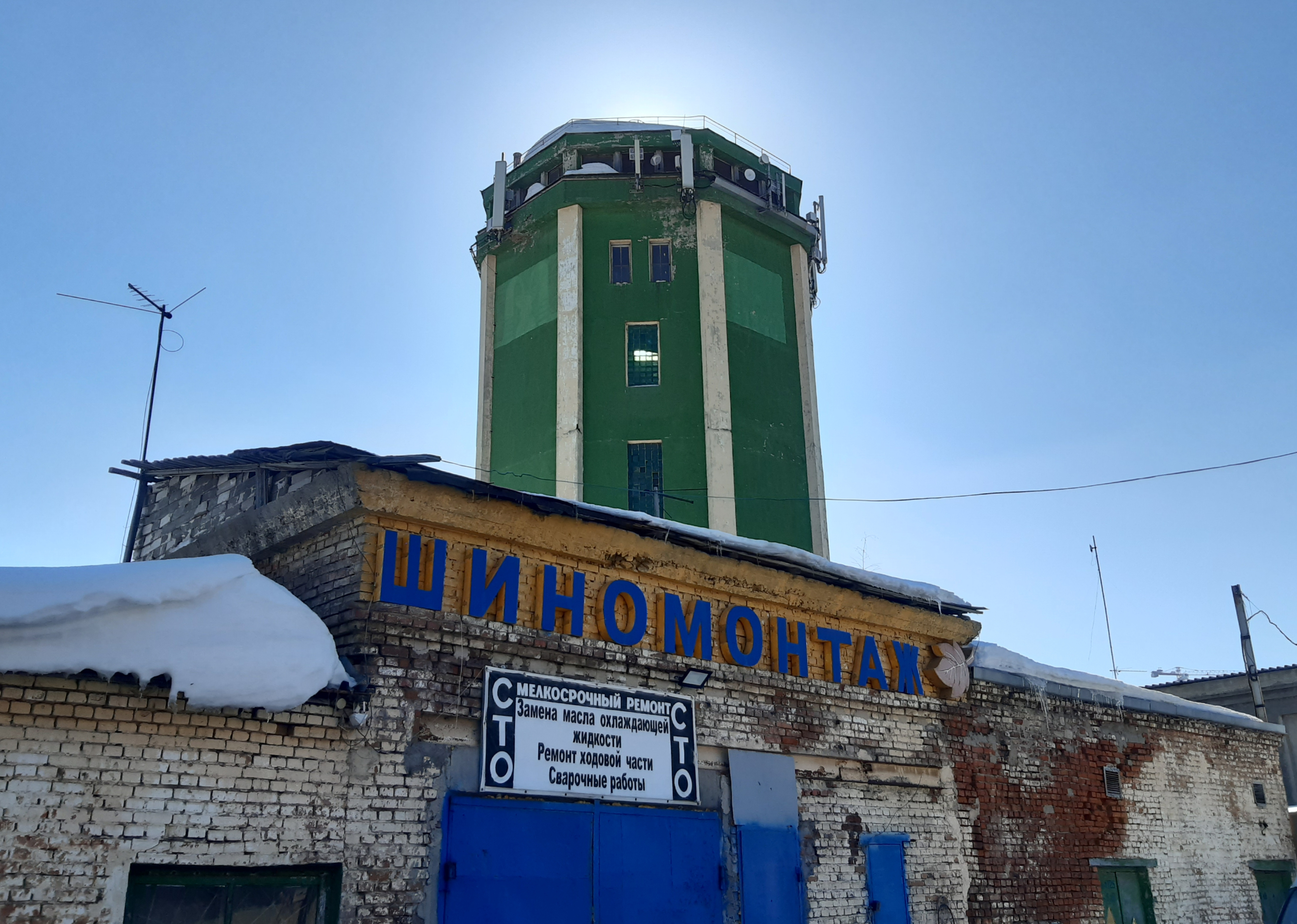